# Garganta del río Virgen

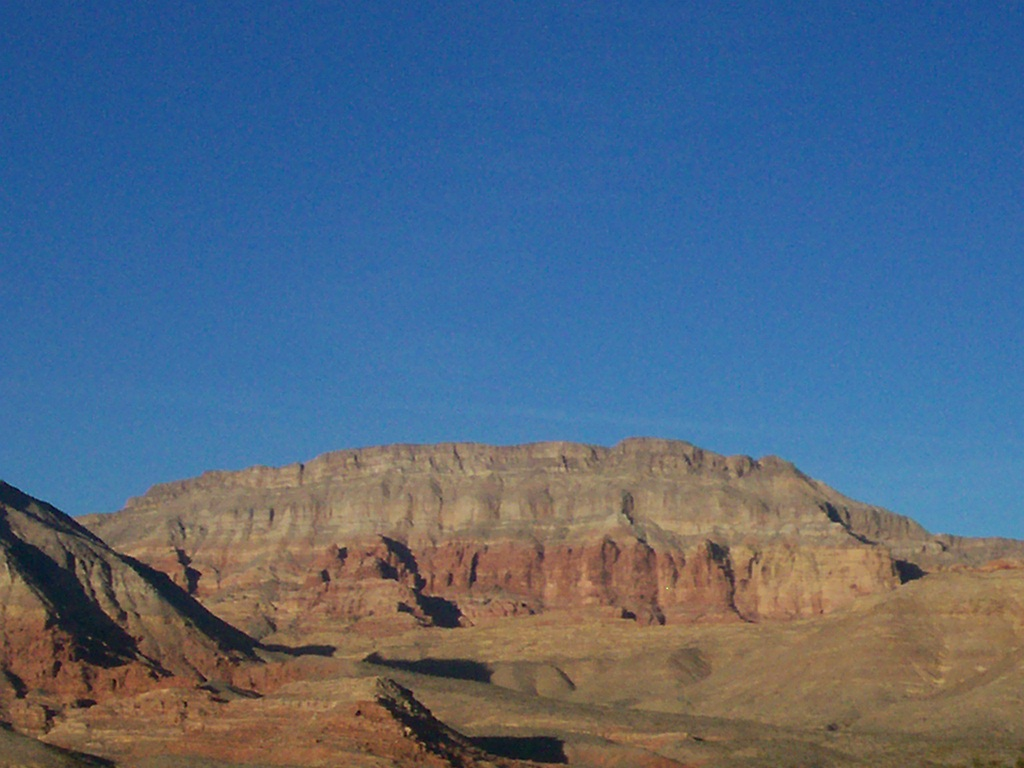
Paredes del Virgin River Gorge.

La Virgin River Gorge, (Garganta del Río Virgen) se encuentra entre St. George (Utah) N37° 6' W113° 35' y Littlefield, 
Arizona N36° 51' W114° 1', es un cañón largo que ha sido esculpido por el Río Virgen en el noroeste de 
Arizona.
La Interestatal 15 se extiende a través del cañón y cruza el Río Virgen varias veces. La sección de la Virgin River Gorge de la Interestatal 15 es una de las partes más caras de la interestatal.[cita requerida] El cañón es conocido por sus difíciles condiciones para la conducción.
El clima del cañón es el típico del Desierto de Mojave, con veranos calorosos e inviernos suaves. La flora y fauna del cañón también son típicos de Mojave. El cañón es muy popular entre los escaladores, senderistas y acampadores.